# محزان (العدين)

تعديل مصدري - تعديل

محزان هي إحدى قرى عزلة خباز بمديرية العدين التابعة لمحافظة إب، بلغ تعداد سكانها 282 نسمة حسب تعداد اليمن لعام 2004.